# Macroplea huaxiensis
Macroplea huaxiensis är en skalbaggsart som först beskrevs av de kinesiska entomologerna Lou och Liang 2011. Den ingår i släktet Macroplea och familjen bladbaggar. Arten har hittills påträffats i Kina.

## Beskrivning
En avlång skalbagge, likt alla strimbockar med långa ben och antenner. Huvudet är svart med svarta antenner och mer eller mindre mörkt bruna mundelar. Den främre delen av mellankroppen är gul med tre svarta streck, medan den bakersta delen är svart. Benen är övervägande gula. Bakkroppen har gula täckvingar med svarta, längsgående punktrader och innerkanterna (sömmen) brun. Bakkroppens undersida är svart. Längs hela ovansidan och bakkroppens undersida har den tät, platt behåring uppblandad med enstaka grupper av längre hår. Kroppslängden hos hanen är 5,1 till 5,4 mm, hos honan 5,4 till 6,4 mm.

## Utbredning
Arten är endast påträffad i provinsen Guizhou i sydvästra Kina.

## Ekologi
Macroplea huaxiensis är som alla strimbockar en akvatisk insekt, som helt lever under vatten. Denna art har hittills påträffats i klart, förhållandevis långsamtrinnande flodvatten. Arten kan lämna vattnet för relativt lång tid (mer än två timmar), men har aldrig iakttagits flygande.
Larverna lever på rötterna av flodväxter, framför allt dybladsväxten Vallisneria natans, men också Ottelia acuminata, också den en dybladsväxt. Puppan utvecklas i en kokong, som även den vuxna skalbaggen övervintrar i. Som alla strimbaggar är även den vuxna skalbaggen växtätare.
Kroppsbehåringen används för att forma en plastron, ett tunt luftlager som hålls fast av behåringen och fungerar som en gäle; vattnets syre diffunderar in i den.

## Taxonomi
Arten liknar mycket Macroplea japana, och har tidigare felaktigt identifierats som denna art.